# A Series of Unfortunate Events
A Series of Unfortunate Events (Brasil: Desventuras em Série / Portugal: Uma Série de Desgraças) é uma série de treze livros escrito por Lemony Snicket, heterônimo do autor americano Daniel Handler, e ilustrada por Brett Helquist. A série se trata das aventuras de três crianças, os órfãos Baudelaire, após a morte de seus pais em um incêndio. A ambientação da história é anacrônica, e a série é repleta de alusões literárias e culturais. Uma adaptação para o cinema dos três primeiros livros da série foi lançada no dia 14 de dezembro de 2004. Uma adaptação para série foi feita pelo serviço de streaming Netflix, com a primeira temporada lançada em 13 de janeiro de 2017.

## Origem

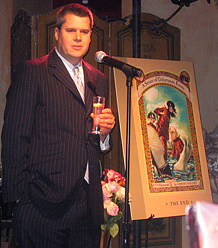
Daniel Handler comemorando o lançamento do último livro da série nos Estados Unidos.

O autor da série, Daniel Handler, disse em entrevista para a revista virtual The A.V. Club que ele decidiu escrever uma história para crianças quando procurava por um editor para seu primeiro romance, The Basic Eight. Uma das editoras, HarperCollins, não aceitou o romance, mas os editores se interessaram em que ele escrevesse um livro infantil. Handler inicialmente achou uma péssima ideia, mas se encontrou com eles para discutir o livro. Eles o desafiaram a escrever o livro que gostaria de poder ter lido quando tinha 10 anos. Ele então retocou um manuscrito que tinha para um livro gótico jocoso para adultos, que se tornou um "romance gótico sobre crianças crescendo em situações terríveis", um conceito que agradou aos editores, para a surpresa de Handler. O primeiro livro da série foi The Bad Beginning, lançado em 30 de setembro de 1999.

## Enredo
A série narra as aventuras de três irmãos muito inteligentes, os órfãos Baudelaire. Violet Baudelaire, a mais velha, é uma inventora e tem quatorze anos quando a série se inicia; Klaus Baudelaire, o irmão do meio, é um grande leitor e tem doze anos; e Sunny Baudelaire, a caçula, é uma menininha de três anos que gosta de morder objetos e fala em uma linguagem compreensível apenas para seus irmãos (sua fala vai se desenvolvendo ao longo da série). A história parte do momento em que as crianças são informadas de que seus pais faleceram em um terrível incêndio que ocorreu em sua mansão, destruindo-a. No primeiro livro, as crianças vão viver sob tutela de um primo distante, o Conde Olaf, um homem terrível e pouco higiênico que tenta roubar a enorme fortuna que seus pais lhes deixaram.
Em cada livro, as crianças são levadas a um novo tutor excêntrico; o Conde Olaf sempre os acha onde quer que estejam, aparecendo em disfarces ridículos com um plano diferente para roubar a fortuna das crianças. Aparentemente, os únicos que não são enganados pelos disfarces são os Baudelaire. A série segue nesse formato até o sétimo livro, quando os papéis são trocados, e do livro oitavo ao duodécimo as próprias crianças usam disfarces e são perseguidas pela polícia, após serem falsamente incriminadas pelo Conde Olaf.
A partir do quinto livro da série as crianças vão descobrindo o segredo que envolve suas vidas e a vida e morte de seus pais. Neste livro, as crianças são enviadas a um internato, onde conhecem os irmãos Quagmire, que também perderam os pais e um irmão em um incêndio. Nos próximos livros as crianças vão compreender que os incêndios não foram mera coincidência, e eventualmente descobrem que seus pais faziam parte de uma organização, a C.S.C., junto com vários de seus guardiões.
Os irmãos são perseguidos pelo infortúnio aonde vão, mas ocasionalmente algo bom lhes acontece, e eles frequentemente encontram pessoas boas e bem-intencionadas. No fim os Baudelaire têm de contar com suas forças e um com o outro para desvendar o mistério e finalmente encontrar um lugar que possam chamar de lar.
Cada um dos irmãos tem um dom distintivo que os ajuda frequentemente em situações difíceis. Violet sempre cria invenções para ajudá-los, Klaus sempre fornece informações de livros, e Sunny tem dentes afiados que podem morder qualquer coisa. Nos livros finais, Sunny aprende a cozinhar à medida que começa a desenvolver dentes normais, e cozinhar se torna sua habilidade principal. Sunny originalmente falava em palavras únicas, que por vezes continham indicação do significado, faziam referências culturais (no décimo livro, ela diz "Matahari", o que é traduzido como "Se eu ficar, posso espiá-los e descobrir."), ou eram de outras línguas ("Shalom" ou "Sayonara"), mas eventualmente ela aprende a falar em frases completas.

## Temas e conceitos recorrentes
A maioria dos livros na série se inicia aproximadamente no ponto onde o livro anterior terminara, e as tramas dos primeiros sete livros todas seguem o mesmo padrão básico: cada livro tem treze capítulos (à exceção de O Fim, que tem 14, resultando em 170 capítulos no total) e introduz um novo local onde os Baudelaires conhecem um novo tutor, que costuma ter um nome literário. O local onde se passa a história de cada livro é normalmente identificado pelo título. A respectiva habilidade especial de cada órfão é posta em prática em algum ponto da trama; Violet sempre tem algo a inventar, Klaus sempre acha uma biblioteca onde pode fazer pesquisas, e Sunny sempre tem algo a morder (ou, nos livros posteriores, cozinhar, quando desenvolve suas habilidades culinárias). A exceção é Serraria Baixo-Astral, no qual Violet e Klaus invertem os papéis, ele sendo o inventor e ela a pesquisadora.
Lemony Snicket frequentemente explica palavras e analogias de maneira incongruentemente detalhada. Ao descrever uma palavra que o leitor pode não conhecer, ele tipicamente diz “uma palavra que aqui significa…”. Às vezes, quando uma pessoa adulta está dizendo o que significa uma palavra, Klaus diz que ele e suas irmãs já sabem o que a palavra quer dizer.
Apesar da absurdidade que domina o enredo dos livros, Lemony Snicket continuamente afirma que a história é verdadeira e que é seu solene dever registrá-la. Snicket frequentemente se desvia da história para discutir satiricamente suas opiniões sobre diversos assuntos, ou sua vida pessoal. Os detalhes de sua suposta vida pessoal são grandemente absurdos, incompletos e não explicados em detalhe. Por exemplo, ele afirma ter sido perseguido por uma turba furiosa por dezesseis milhas. No entanto, alguns detalhes de sua vida são de certo modo explicados em sua autobiografia fictícia.
A narração e comentário de Lemony Snicket são caracteristicamente cínicas e abatidas. Na descrição de cada livro, ele avisa o leitor da miséria que poderá experienciar lendo sobre os órfãos Baudelaire e sugere que se abandone os livros. Entretanto, ele também fornece grande ‘’alívio cômico" com humor sombrio. A narração de Snicket foi descrita como “auto-consciente” e “pós-moderna”.
Snicket mostra grande aversão a elementos macabros, mas também desprende um senso de escrúpulos. Ao relatar atos de coragem ou resiliência da parte dos Baudelaire, Snicket muitas vezes se chama de covarde, explícita ou implicitamente. Seu tom trai admiração pelas crianças, além de sua grande insegurança. Esse contraste entre as ações dos Baudelaire e as reações estupefatas e reverentes de Lemony Snicket ressalta um dos temas dos livros. Ao enfatizar a vitalidade dos órfãos Baudelaire, Daniel Handler parece encorajar o leitor a achar coragem nele ou nela mesma e em seus amigos e, se não desafiar o desalento, ao menos não crer nele por inteiro. Deste modo ele usa a persona de Lemony Snicket como um amálgama aos Baudelaires.
Snicket traduz a mais jovem órfã Baudelaire, Sunny, que nos livros iniciais só e capaz de dizer palavras ou expressões que só fazem sentido para seus irmãos. Isso se torna menos comum à medida que ela começa a dizer palavras reais, uma de suas primeiras frases longas sendo “Não sou um bebê” para sua irmã em O Escorregador de Gelo.
Quando descreve um personagem que os Baudelaires já encontraram em um livro anterior, Snicket descreve o personagem primeiro e não revela seu nome até que ele tenha sido minuciosamente descrito. Lemony Snicket começa cada livro com uma “dissecação pós-moderna da experiência de leitura” antes de conectá-la de volta à apresentação da história dos Baudelaires e sua situação no momento. Snicket frequentemente usa aliteração (sons iniciais repetidos em palavras consecutivas) para batizar lugares na história. Ele também o faz com os títulos dos livros em inglês, que, salvo o último, seguem esse formato (nas edições em português, apenas alguns são dessa maneira, como O Elevador Ersatz).
Um tema que se torna mais prevalente à medida que a série avança é a simultânea importância e inutilidade dos segredos. No livro final, O Fim, o conceito é especialmente importante, discutido durante muitas páginas. No fim, entretanto, o mistério dos órfãos Baudelaire nunca é solucionado. O vasto segredo constituído pela C.S.C., o Conde Olaf, os pais dos órfãos, e daí em diante permanece um mistério. Há diversas interpretações possíveis sobre isso — que os segredos não são importantes, ou que é melhor que algumas coisas permaneçam insolucionadas, por exemplo. Pistas indicando esse fim existem nas introduções livros, como o leitor é constantemente aconselhado a largar os livros e informado de que não acabarão bem.
Crítica social é um grande elemento nos livros, que não raro comentam sobre as aparentemente inescapáveis loucuras da natureza humana. Apesar de os livros serem melodramáticos e escapistas, eles também retratam a “sinistra ameaça de um demasiado real mundo adulto”. Os livros consistentemente mostram as crianças Baudelaire como livres-pensadoras e independentes, enquanto os adultos ao redor deles obedecem à autoridade e sucumbem à psicologia da turba, pressão grupal, ambição e outros males sociais. O aprendizado é levado em alta conta: as pessoas “lidas” são frequentemente personagens simpáticos, enquanto os que rejeitam o conhecimento são vilãos.
g
Os livros têm um forte tema de relativismo moral; os Baudelaires se tornam mais confusos ao longo da série quanto à diferença entre certo e errado, temendo terem feito coisas más eles próprios e se perguntando se os fins justificam os meios. No último livro, em uma alusão ao livro do Gênesis, uma cobra oferece às crianças uma maçã capaz de salvar vidas.
São mostradas características simpáticas dos personagens maus, que frequentemente viveram vidas difíceis. De maneira semelhante, os defeitos dos personagens bons se tornam grandes problemas. Quase todo personagem importante nos livros viveu uma vida tão difícil quanto a dos Baudelaires, especialmente os vilões. Os livros destacam a inevitabilidade da tentação e das decisões morais, independente da situação exterior. Isso indica que, independente das influências externas, cada um sempre tem a escolha final quanto a ser bom ou mau. Personagens que tomam decisões corajosas para revidar e se encarregar são quase sempre “bons” e personagens que simplesmente vão com o fluxo acabam “maus”. Não obstante, as pessoas também são descritas como nem boas nem más, e sim uma mistura dos dois.
No fim de cada livro, há uma carta ao editor, que lhe explica como receber o manuscrito do próximo livro. Snicket está escrevendo do local onde se passa o próximo livro e revela seu título. Snicket também observa que os editores terão acesso a vários objetos junto com o manuscrito, todos eles tendo algum impacto na história do livro por vir. Nos primeiros três livros, as cartas são em papéis ordinários. No entanto, a partir do quarto livro (que anuncia o quinto) cada carta tem uma característica específica a ver como o próximo livro, como bordas rasgadas, material de escrita elegante, papel encharcado, ou forma de telegrama. As cartas mudam dramaticamente a partir da que fala de O Espetáculo Carnívoro (presente no livro oitavo). Esta carta é rasgada em pedaços, e só alguns restam, um deles mostrando o título. O restante das cartas é difícil de ler, e algumas não mostram o título em absoluto. No final de ‘’O Espetáculo Carnívoro’’, várias palavras não estão visíveis; Lemony Snicket diz que a máquina de escrever está ocasionalmente congelando devido ao ar frio das Montanhas de Mão-Morta. A carta sobre ‘’A Gruta Gorgônea’’ tem tinta molhada. No fim de ‘’A Gruta Gorgônea’’, há várias cartas e cada uma está rasgada pela metade. A carta (escrita em um guardanapo) sobre o ultimo livro da série diz simplesmente: “Ao meu amável editor: o fim está próximo”. Respeitosamente, Lemony Snicket. Sem revelá-lo explicitamente, Snicket mostra o título do último livro.

## Ambientação
A história parece ser ambientada em uma versão alternativa e "atemporal" da Terra, com semelhanças estilísticas tanto com o século XIX quanto com a década de 1930, mas com conhecimento científico contemporâneo e, aparentemente, anacrônico. Um exemplo dessa "desconexão tecnológica" é visto em O Hospital Hostil, onde os Baudelaire enviam uma mensagem em código morse por meio de um telégrafo, enquanto no mesmo Armazém Geral Última Chance há cabos de fibra óptica à venda. Um "computador avançado" aparece em Inferno no Colégio Interno, e, apesar de obsoleto para os padrões atuais, é mais avançado que os primeiros computadores a serem produzidos. A ambientação já foi comparada à do filme Edward Mãos de Tesoura no aspecto de ser um "gótico suburbano". Embora a versão cinematográfica ambiente a história em Boston, Massachusetts, localidades reais raramente aparecem nos livros, embora muitas sejam mencionadas. Por exemplo, em A Sala dos Répteis, o tio Monty e os Baudelaire planejam uma viagem ao Peru; há também referências a uma nobreza ficcional de regiões reais da América do Norte, especificamente a Duquesa de Winnipeg e o Rei do Arizona.

## Alusões
Os livros da série são destinados principalmente a crianças, mas são escritos tendo também leitores adultos em mente; a série tem diversas referências mais facilmente compreendidas por adultos. Muitos dos nomes de personagens fazem alusão a outras obras de ficção ou a pessoas reais.
Por exemplo, nome dos órfãos Baudelaire é uma referência a Charles Baudelaire, e os nomes de Klaus e Sunny vêm de Claus e Sunny von Bülow, enquanto o nome do sr. Poe é uma referência provável a Edgar Allan Poe (seus dois filhos se chamam Edgar e Albert). Curiosamente, Charles Baudelaire conheceu Edgar Allan Poe, e Allan morreu de uma doença de tossir sangue, enquanto uma característica memorável do sr. Poe ao longo da série é sua tosse severa. Outra referência a Edgar Allan Poe é um dos disfarces utilizados por conde Olaf no livro A Cidade Sinistra dos Corvos. O vilão se intitula detetive Dupin, um detetive criado por Poe e que aparece em vários contos solucionando mistérios. Além disso, a maioria ou todos os habitantes da ilha no último livro da série têm nomes de personagens da peça A Tempestade, de William Shakespeare. No quinto livro com o vice-diretor Nero, uma provável referência ao imperador romano homônimo, que, reza a lenda, tocou violino enquanto Roma era incendiada. Outra possível alusão é feita a Isadora Duncan (precursora da dança moderna) nos nomes dos trigêmeos Isadora e Duncan Quagmire. Assim como no quarto livro, a ex-namorada de Conde Olaf como Dra. Georgina Orwell é uma possível referência a George Orwell. O nome da personagem Esmé Squalor é uma possível alusão a um dos contos mais famosos de J. D. Salinger, For Esmé — with Love and Squalor.

## Livros
A série Desventuras em Série conta com treze volumes, que contam as desventuras dos irmãos Baudelaire planejadas e arquitetadas pelo maléfico Conde Olaf - Originalmente, os livros foram publicados pela editora HarperCollins, tanto nos EUA como no Reino Unido. Já no Brasil, a série é publicada pela Cia. das Letras, conservando a capa e o estilo original.
| Vol. | Título Original          | Título em Portugal     | Título no Brasil             |
| ---- | ------------------------ | ---------------------- | ---------------------------- |
| 1    | The Bad Beginning        | Mau Começo             | Mau Começo                   |
| 2    | The Reptile Room         | A Sala dos Répteis     | A Sala dos Répteis           |
| 3    | The Wide Window          | Janela Larga           | O Lago das Sanguessugas      |
| 4    | The Miserable Mill       | Lugar Tenebroso        | Serraria Baixo-Astral        |
| 5    | The Austere Academy      | Uma Austera Academia   | Inferno no Colégio Interno   |
| 6    | The Ersatz Elevator      | O Elevador de Recurso  | O Elevador Ersatz            |
| 7    | The Vile Village         | A Aldeia Infame        | A Cidade Sinistra dos Corvos |
| 8    | The Hostile Hospital     | O Hospital Hostil      | O Hospital Hostil            |
| 9    | The Carnivorous Carnival | O Espetáculo Carnívoro | O Espetáculo Carnívoro       |
| 10   | The Slippery Slope       | O Escorregador de Gelo | O Escorregador de Gelo       |
| 11   | The Grim Grotto          | A Gruta Gorgônea       | A Gruta Gorgônea             |
| 12   | The Penultimate Peril    | O Penúltimo Perigo     | O Penúltimo Perigo           |
| 13   | The End                  | O Fim                  | O Fim                        |

- Livros extras:
  - Lemony Snicket: Autobiografia não Autorizada
  - The Beatrice Letters (Cartas para Beatrice) - Ainda não publicado no Brasil
  - Horseradish: bitter truths you can’t avoid(Raiz-forte: Verdades Amargas que Você Não Pode Evitar) - Publicado no Brasil em 5 de agosto de 2009
  - 13 Shocking Secrets You'll Wish You Never Knew about Lemony Snicket (13 Segredos Chocantes que Você vai Querer nunca ter sabido sobre Lemony Snicket)
  - The Blank Book (O Livro Vazio) - Ainda não publicado no Brasil
  - The Notorious Notations (As Notáveis Notações) - Ainda não publicado no Brasil
  - The Puzzling Puzzles (Os Incompreensíveis Quebra-Cabeças: Irritantes Jogos Que Irão Irritar Muitas Pessoas) - Ainda não publicado no Brasil
  - The Dismal Dinner (O Jantar Sombrio) - Ainda não publicado no Brasil
  - Quem Poderia Ser A Uma Hora Dessas? - Trilogia "Só Perguntas Erradas". Publicado no Brasil pelo selo Seguinte da editora Cia. Das Letras.

## C.S.C.
Ao longo da série, os órfãos Baudelaire são apresentados à misteriosa organização C.S.C. O segredo é apresentado por Duncan e Isadora Quagmire antes de serem sequestrados no quinto livro pelo Conde Olaf.
Durante os livros restantes, os Baudelaire descobrem que C.S.C. era uma organização de voluntários que apagava incêndios. Quando o conde Olaf tinha quatro anos, houve a cisão, C.S.C. se dividiu em duas: algumas pessoas continuavam apagando incêndios, mas outras, como o conde Olaf, eram quem criavam incêndios.
Entre os voluntários que apagavam incêndios estavam os pais dos Baudelaires (Bertrand e Beatrice), os pais dos Quagmire, Jerome e Esmé Squalor (esta muda de lado no sexto livro, O Elevador Ersatz), tio Monty, tia Josephine e seu marido, Belo. Sabe-se que o conde Olaf estava criando incêndios, seguindo o exemplo de seus pais, mortos por dardos envenenados.
Com isso, pode-se relacionar alguns fatos. A mansão Baudelaire é incendiada e os órfãos Baudelaire têm como seu primeiro tutor o próprio conde Olaf. É aparentemente óbvio que o incêndio foi causado por ele com a intenção de obter a fortuna Baudelaire, porém ao decorrer do último livro Olaf dá a entender que não foi ele o causador do incêndio. Os pais Quagmire, assim como Bertrand e Beatrice, morrem em um incêndio. Pode-se deduzir que este foi causado pelo conde Olaf, embora não haja provas, apenas suposições.
No sexto livro, os Baudelaire encontram, na cobertura dos Squalor, uma passagem secreta que leva até sua antiga e destruída casa. No livro O Escorregador de Gelo, Quigley Quagmire diz que, quando a mansão Quagmire estava em chamas, sua mãe o colocou dentro de um alçapão para protegê-lo. Ele segue o túnel ali existente e chega na casa de Montgomery Montgomery (tutor dos Baudelaire no segundo livro, A Sala dos Répteis). Assim, pode-se deduzir que os membros de C.S.C, interessados em apagar incêndios, tinham um método de contato secreto, supostamente existente para o caso de seus lares serem incendiados por seus adversários. Outro suposto meio de comunicação é o anagrama. O conde Olaf cria anagramas para se disfarçar. Usando o inglês de conde Olaf (count Olaf), ele cria o capataz Flacutono (Serraria Baixo-Astral) e Al Funcoot (Mau Começo, com a intenção de criar uma peça teatral para se casar com Violet Baudelaire e roubar a fortuna da família).
No livro O espetáculo carnívoro, os órfãos Baudelaire conhecem Madame Lulu (vidente do Parque Caligari), aliada do conde Olaf na cisão de C.S.C. Ao decorrer do mesmo livro, os três Baudelaire convencem a vidente a se aliar ao outro lado da cisão, obtendo sucesso. Mas, infelizmente, Madame Lulu morre acidentalmente no final do livro, escorregando para dentro de uma cova com leões famintos. Porém, na tenda de Madame Lulu, os Baudelaire veem um mapa com uma mancha de café. Mais tarde, o conde Olaf revela que era uma tatica da C.S.C. antes da cisão, marcar lugares com manchas de café. Sabe-se que o lugar indicado no mapa marca a possível localização de uma base de C.S.C..
No décimo primeiro livro, A Gruta Gorgônea, descobre-se que um açucareiro está na gruta que dá nome ao título, e este açucareiro é de importância vital para ambos os lados da cisão, apesar de não se saber porque. Ao chegarem lá, não o encontram, mas Lemony Snicket menciona que alguém passava pelas passagens da gruta (Corredores Sub-reptícios de Chamas) naquele instante, supostamente com o açucareiro. Neste livro, Fiona (por quem Klaus se apaixona) junta-se ao conde Olaf. No décimo segundo livro, O penúltimo perigo, descobre-se que o açucareiro está em um táxi, com uma pessoa que não se sabe se é nobre ou vilã. Mais tarde, supõe-se que o açucareiro está na lavanderia do Hotel Desenlace, local onde ocorre a história deste livro e onde os voluntários de ambos os lados de C.S.C. se encontraram. Quando, finalmente, os Baudelaire entram na lavanderia acompanhados pelo conde Olaf, descobrem que o açucareiro não estava lá.
No último livro, O Fim, encontra-se um voluntário de C.S.C. em uma ilha perdida (não se sabe ao certo de que lado da cisão ele estava, mas no meio do livro, tenta matar Olaf com um lançador de arpões). No final do último livro, o açucareiro não é encontrado e não é descoberta a sua importância.
Sobre a família Snicket é possível deduzir alguma coisa sobre C.S.C, a começar com Jacques Snicket. Ele tem uma única sobrancelha e uma tatuagem de olho no tornozelo (a mesma descrição do conde Olaf, o que o faz ser preso e condenado à morte no livro A Cidade Sinistra dos Corvos). Jacques morre na véspera de sua execução no sétimo livro. Se a questão for analisada, pode-se perceber que se dois membros de C.S.C. tem as mesmas marcas, talvez a tatuagem de olho sejam uma marca para poder se reconhecer os membros de C.S.C., mas deve-se levar em consideração que nenhum outro membro tem essas características.
Kit Snicket, a irmã de Jacques, aparece à primeira vez no décimo segundo livro e está grávida. Ela dá a luz a uma menina. No final do livro O Fim, é revelado seu nome: Beatrice, mostrando assim que a grande amada de Lemony Snicket, na qual sempre deixa uma dedicatória no início de cada livro, era na verdade a mãe dos Baudelaire.
Lemony Snicket foi um dos sobreviventes do lado nobre da cisão ao final do último livro. É ele quem narra a história dos órfãos Baudelaire. Kit morre no último livro, vítima de um fungo chamado Mycelium Medusoide, que dificulta a respiração até a morte da vítima.
Na ilha onde se passa a história do último livro, os Baudelaire encontram um diário intitulado "Desventuras em Série", escrito pelos seus pais sobre C.S.C., mas pouca coisa do que está escrito ali é revelado. Entretanto, em um livro recente da nova série "Só Perguntas Erradas" intitulado "Quem Poderia Ser A Uma Hora Dessas?", de autoria do próprio Lemony Snicket, então com 13 anos, nos é informado que todos os ingressantes à C.S.C recebem tutores ao se formar em uma certa escola especial. Eles realizam missões e, ao que parece, Snicket está envolvido em mais do que apenas solucionar crimes. Nos é sugerido que Kit Snicket irá ajudá-lo em algum evento envolvendo um Museu.

## O filme
O filme, que no Brasil foi intitulado "Desventuras em Série", contém o enredo dos três primeiros livros, sendo que há algumas modificações e foi lançado em 17 de dezembro de 2004. O final do filme termina com uma ligação maior com o primeiro livro, mas ainda assim, com algumas modificações. Recebeu o prêmio Óscar (2004), tendo vencido na categoria de melhor maquiagem e MTV Movie Awards (2004) com indicações na categoria melhor vilão (Jim Carrey).

## A série da Netflix
A Netflix, em associação com a Paramount Television, anunciou em Novembro de 2014 planos de adaptar a obra para uma série original de televisão, com 26 episódios, sendo cada livro coberto em 2 episódios, com o autor Daniel Handler atuando como produtor executivo.
A primeira temporada, constituída de oito episódios cobrindo os quatro primeiros volumes da série de livros, foi lançada mundialmente em 13 de janeiro de 2017. A produção de uma segunda temporada, com dez episódios que adaptam os livros cinco a nove, que já se encontra disponível na Netflix desde o dia 30 de março de 2018. A terceira temporada estreou em 1° de janeiro de 2019, cobrindo os quatro últimos livros da série (7 episódios).

## Recepção
A série tem sido objecto de críticas por parte de alguns distritos escolares devido aos seus temas sombrios. Citando objeções ao incesto sugerido (referindo-se a tentativa de Olaf se casar com sua sobrinha distante Violet em "Mau Começo", embora sua motivação não era de natureza sexual, mas sim uma tentativa de ganhar a fortuna dos Baudelaire) e as palavras "droga" e "inferno" que estão sendo ditas em "A Sala dos Répteis". Handler comentou mais tarde que o uso das palavras foi "precipitado por uma longa discussão sobre como nunca se deve dizer esta palavra, uma vez que apenas um vilão faria tão vil uma coisa! Isso é exatamente o lírio vívido de livros infantis que eu não suporto."
O acesso aos livros foi igualmente restringido em "Katy ISD Elementary School", Katy, Fort Bend County, Texas A série também tem sido criticada por contar histórias estereotipadas e repetitivas.

## Crítica e análise
Em todo o planeta, inúmeros adolescentes e crianças são obrigados a trabalhar, sofrem abusos tanto físicos quanto verbais/sexuais e são desrespeitados. Sendo assim, preferem fugir de casa a ficar com a família, isso não acontece por acaso. A forma como essas pessoas são cuidadas está relacionada ao modo como as sociedades aprenderam historicamente a tratá-las como fajutos.
Assim, é comum escutar pessoas dizendo frases como "eu não gosto de crianças”, "crianças são bagunceiras”, “adolescentes são mal-humorados" e "não leve seu filho ao parque" sem compreenderem o quanto isso é injusto, pois isso é algo visto como natural. Entende-se, então, que crianças e adolescentes representam uma minoria indefesa e oprimida, a qual deve ser defendida. 
Logo depois disso, foi estudada a história da infância e da adolescência. Assim, foi possível aprender que o jeito como as pessoas mais velhas tratam quem está nessas fases de vida mudou significativamente ao longo dos anos e que muito do que acontece hoje em dia é consequência desses hábitos históricos. Viu-se também que esses hábitos estão bastantes presentes entre os personagens de Desventuras em Série, os quais várias vezes apresentam ideias e atitudes datadas diante os mais novos. 